# Стадион Сантијаго Бернабеу
Стадион Сантијаго Бернабеу (шп. Estadio Santiago Bernabéu) је фудбалски стадион у Шпанији и смештен је у главном граду Шпаније, Мадриду. Домаћин стадиона је познати европски клуб Реал Мадрид. Стадион Сантијаго Бернабеу један је од 29 стадиона у Европи који су уврштени на списак организације УЕФА стадиона са 5 звездица.
Стадион је један од најпопуларнијих стадиона на свету, поред, на пример, стадиона Камп Ноу у Барселони, Олд Трафорда у Манчестеру, Вемблија у Лондону, Јувентус стадиум у Торино,Стадион Ђузепе Меаца у Милану, Стадиона Тотенхем Хотспура у Лондону и Маракане у Рио де Жанеиру.
Стадион је три пута био домаћин финала Купа шампиона: 1957, 1969, 1980 и једном Лиге шампиона 2010. године. Финални мечеви Европског првенства у фудбалу 1964. и Светског првенства у фудбалу 1982. године, такође су играни овде.

## Историја
Стадион Сантијаго Бернабеу је направљен при крају Другог светског рата и отворен је 14. децембра 1947. под именом Стадион Шамартин са капацитетом од 75.000 гледалаца. Између 1950е стадион је примао 125.000 гледалаца, али због сигурности смањен је капацитет на 80.354 гледалаца. Стадион је 14. децембра 1957. променио име и од тада се назива Сантијаго Бернабеу по дугогодишњем председнику Реал Мадрида Сантијаго Бернабеу.